# Seth Putnam
Seth Putnam, född 15 maj 1968 i Boston, Massachusetts, död 11 juni 2011, var en amerikansk musiker. Han har bland annat spelat i grupperna Anal Cunt, Cuntsaw, You're Fired, Angry Hate, Executioner, Impaled Northern Moonforest, Post Mortem, Insult, Satan's Warriors, Sirhan Sirhan, Shit Cum.

## Projekt och band
- Anal Cunt (1988–2011)
- Vaginal Jesus
- Angry Hate
- Satan's Warriors
- Impaled Northern Moonforest
- Shit Scum
- Full Blown a.i.d.s.
- Death's Head Quartet
- Cuntsaw
- You're Fired
- Adolf Satan
- Upsidedown Cross
- Executioner
- Post Mortem
- Siege
- P.O.D.D.A. (Pile Of Drunks & Drug Addicts)
- Sirhan Sirhan
- Insult
- Person Killer